# 12. stoljeće
◄ | 1. tisućljeće | 2. tisućljeće | 3. tisućljeće | ►
◄ | 10. stoljeće | 11. stoljeće | 12. stoljeće | 13. stoljeće | 14. stoljeće | ►
1100-ih | 1110-ih | 1120-ih | 1130-ih | 1140-ih | 1150-ih | 1160-ih | 1170-ih | 1180-ih | 1190-ih
12. stoljeće je je razdoblje od 1101. do  1200. godine.

## Glavni događaji i razvoji
- Papa Inocent III. svojom bulom potvrđuje benediktinski samostan sv. Marije od Jezera na otoku Mljetu, kao papinski posjed, čime se utvrđuje benediktinska vlast na otoku.

## Osobe
- Enrico Dandolo Osvajač Bizanta
- Papa Inocent III.